# Australian Plant Name Index
Australian Plant Names Index (англ. APNI — «Указатель названий растений Австралии») — сайт в сети Интернет, обеспечивающий доступ к базе данных научных (латинских) названий сосудистых растений, встречающихся в Австралии. Онлайн-доступ к базе данных был открыт в 1991 году.

## История создания
База данных APNI была создана на основе 4-томного печатного труда известного австралийского ботаника-систематика Нэнси Бёрбидж (1912—1977) по таксономии австралийских растений, вышедшего под редакцией Артура Чапмена . Это издание, на 3055 страницах которого имелось более 60 тысяч названий растений, было частью большого проекта «Исследование австралийских биологических ресурсов» (англ. Australian Biological Resources Study, ABRS).
В 1991 году к работе Нэнси Бёрбидж, переведённой в формат базы данных, был открыт онлайн-доступ, а управление базой данной было передано организации Australian National Botanic Gardens. Два года спустя ответственность за содержание базы данных было передано незадолго до этого образованной организации Centre for Plant Biodiversity Research.

## Содержание
База данных APNI охватывает как действительные названия таксонов, так и синонимы. Кроме того, в базе данных имеются сведения о типификации таксонов, библиографические сведения, а также информация, полученная в результате «Переписи австралийских сосудистых растений», включая информацию о распространении таксона на территории Австралии. Имеются ссылки на географические карты с указанием мест сбора образцов данного таксона.
Australian Plant Name Index, будучи признанным авторитетным источником информации по ботанической номенклатуре, является базовым компонентом проекта «Австралийский виртуальный гербарий». Целью этого совместного проекта является обеспечение онлайн-доступа ко всей информации и ко всем образцам, хранящимся в крупных австралийских гербариях.
APNI является признанным авторитетным источников в вопросам, относящимся к растениям Австралии, причём не только в таксономии, но также и в таких областях, как экология и садоводство. Кроме того, APNI является основой для австралийского законодательства в области охраны окружающей среды.